# Fenoterolo
Fenoterolo  è un composto, a breve durata d'azione, con attività di tipo agonista selettivo sui recettori β2-adrenergici. Come farmaco, spesso sotto forma di sale bromidrato, viene utilizzato per ridurre il broncospasmo in alcune condizioni patologiche quali l'asma e la broncopneumopatia cronica ostruttiva. In Italia è venduto dalla società farmaceutica Boehringer Ingelheim con il nome commerciale di Dosberotec nella forma farmacologica di soluzione pressurizzata per inalazione. Viene venduto anche con diversi altri nomi commerciali in combinazione predosata con ipratropio bromuro. Il farmaco è commercializzato in molti paesi in tutto il mondo. Si segnala che in Nuova Zelanda, pur essendo stato ampiamente utilizzato, fu ritirato dal mercato nei primi anni '90, a causa della sua associazione con un numero eccessivo di morti.

## Chimica
Il 5-(1-idrossi-2-{[2-(4-idrossifenil)-1-metiletil]ammino}etil)-benzene-1,3-diolo è una molecola con due diversi centri stereogenici. Ne consegue che possono esistere quattro stereoisomeri: la forma (R, R)-, (S, S)-, (R, S)-, e (S, R)- (Vedi lo schema).
Fenoterolo è un racemo comprendente gli enantiomeri (R, R)- e (S, S)-. Questo racemo è da 9 a 20 volte più efficace, rispetto al racemo degli enantiomeri (R, S)- e (S, R)-.

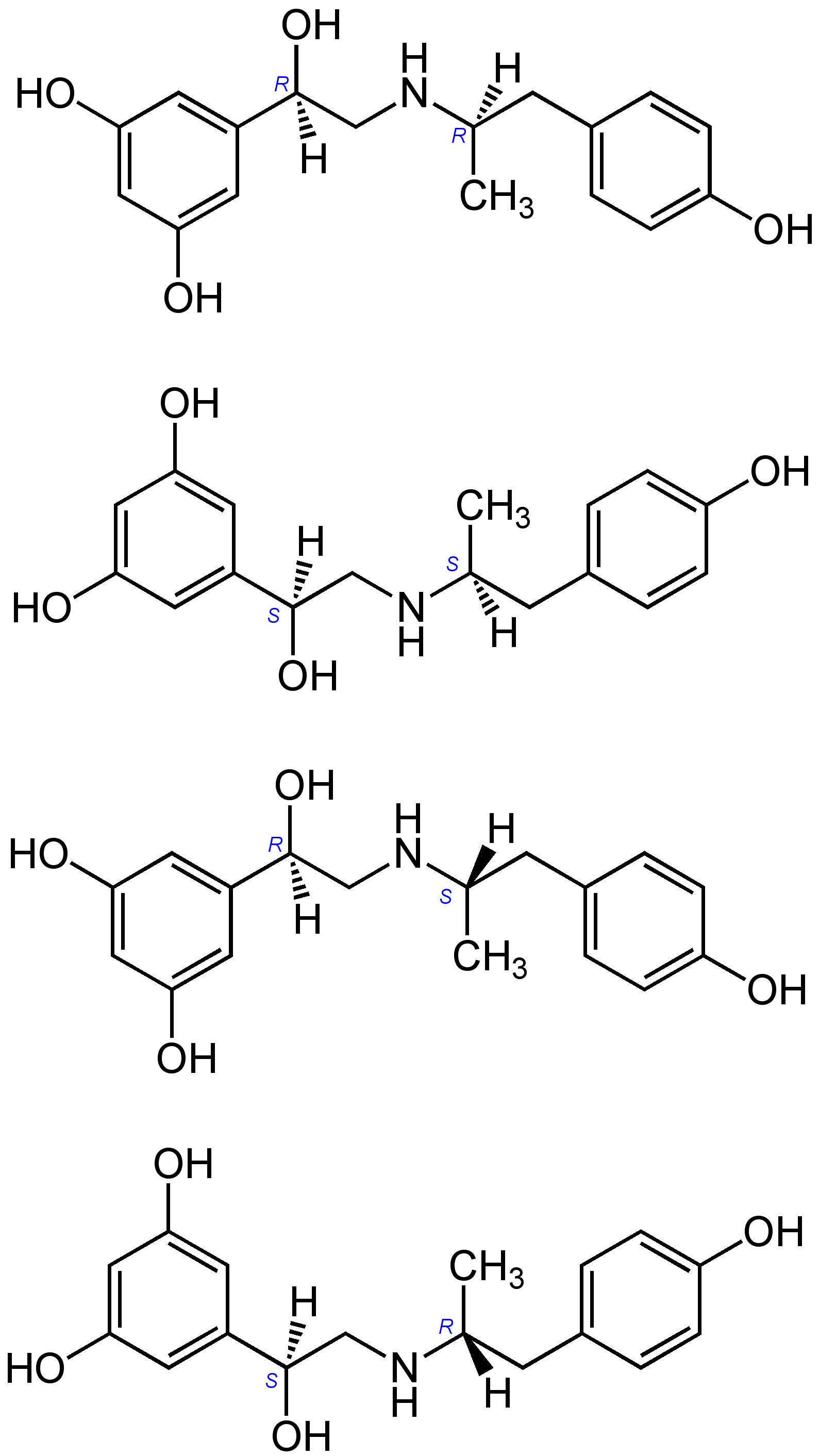
I quattro stereoisomeri del 5-(1-idrossi-2-{[2-(4-idrossifenil)-1-metiletil]ammino}etil)-benzene-1,3-diolo

## Farmacodinamica
Fenoterolo è una molecola adrenergica, un agonista selettivo dei recettori β2-adrenergici, la cui concentrazione è particolarmente elevata a livello della muscolatura liscia bronchiale. La stimolazione di questi recettori da parte del farmaco attiva la adenilciclasi attraverso la proteina Gs stimolatrice e comporta un incremento dell'AMP ciclico endocellulare. 
L'aumento di AMP ciclico, a sua volta, comporta l'attivazione della protein-chinasi A, la quale inibisce la fosforilazione della catena leggera della miosina, inattivando la miosina, necessaria per la contrazione, con conseguente rilassamento e comparsa di un effetto di tipo broncodilatatore con risoluzione del broncospasmo.
È stato dimostrato che fenoterolo inibisce il rilascio di mediatori della broncocostrizione e della infiammazione da parte delle mastcellule. Il farmaco inoltre, sia pure a dosaggi più elevati, produce benefici effetti tramite l'aumento della clearance mucociliare.

## Farmacocinetica
Dopo assunzione per via inalatoria circa il 10-30% del principio attivo rilasciato dal sistema di erogazione raggiunge le vie respiratorie inferiori. La quota rimanente si deposita nelle vie aeree superiori e nel cavo oro-faringeo.
Parte del fenoterolo che è stato assunto per inalazione penetra nel tratto gastroenterico e viene rapidamente assorbito dallo stesso. 
L'effetto terapeutico è comunque dovuto all'attività topica a livello delle vie respiratorie e non esiste alcuna correlazione tra i livelli plasmatici raggiunti e l'effetto farmacodinamico.
Studi sperimentali hanno evidenziato che dopo somministrazione per via orale, l'assorbimento di fenoterolo è pari a circa il 60%. La quota assorbita è soggetta ad effetto di primo passaggio epatico, e la biodisponibilità orale è pari al 1,5%. L'emivita plasmatica (dopo assunzione per os) è risultata di circa 7 ore. La durata d'azione è invece variabile tra le 5 e le 8 ore.
Fenoterolo nell'organismo umano viene metabolizzato quasi esclusivamente per solfatazione, in particolare nella parete intestinale, ed eliminato prevalentemente per via urinaria ed attraverso il fegato e i reni, sempre sotto forma di solfoconiugati (che rappresentano circa il 99% del farmaco eliminato).

## Tossicologia
La DL50 nei roditori adulti (topo e ratto) e nei conigli è stata valutata nel range di 1600–7400 mg/kg peso corporeo, nei cani tra 150–433 mg/kg, quando somministrato per via orale.
La DL50 per topo, ratto, coniglio e cane varia tra 34 e 81 mg/kg peso corporeo, quando somministrato per via endovenosa.

## Usi clinici
Fenoterolo in soluzione per inalazione è indicato nel trattamento sintomatico degli accessi acuti di asma bronchiale e nella profilassi dell'asma da sforzo.
Viene anche impiegato per alleviare i sintomi dell'asma bronchiale e di altri disturbi broncopolmonari caratterizzati da broncospasmo reversibile, come ad esempio la broncopneumopatia cronica ostruttiva. Nei soggetti asmatici ed affetti da bronchite cronica ostruttiva può essere tranquillamente associato alla terapia antinfiammatoria con corticosteroidi.

## Effetti collaterali ed indesiderati
| Tipi di reazioni                                      | Comuni (>1/100, <1/10) | Non comuni (>1/1.000, <1/100) | Rare (>1/10.000, <1/1.000) | Molto rare (<1/10.000) | Frequenza non nota                                                     |
| ----------------------------------------------------- | ---------------------- | ----------------------------- | -------------------------- | ---------------------- | ---------------------------------------------------------------------- |
| disturbi del sistema immunitario                      |                        |                               |                            |                        | - Ipersensibilità - Reazioni allergiche.                               |
| Disturbi di metabolismo e nutrizione                  |                        | - Ipopotassiemia              |                            |                        |                                                                        |
| Disturbi del sistema nervoso                          | - Tremore              |                               | - Disgeusia                |                        | - Cefalea - Vertigini                                                  |
| Disturbi psichiatrici                                 |                        | - Agitazione                  |                            |                        | - Nervosismo                                                           |
| Disturbi cardiaci                                     |                        | - Aritmia                     |                            |                        | - Ischemia miocardica - Tachicardia - Palpitazioni                     |
| Disturbi respiratori, toracici e mediastinici         | - Tosse                | - Broncospasmo paradosso(1)   |                            |                        | - Irritazione alla gola                                                |
| Disturbi della cute e del sottocutaneo                |                        | - Prurito                     |                            |                        | - Iperidrosi - Rash cutaneo - Orticaria                                |
| Disturbi gastrointestinali                            |                        | - Nausea - Vomito             |                            |                        |                                                                        |
| Disturbi muscolo-scheletrici e del tessuto connettivo |                        |                               |                            |                        | - Spasmi muscolari - Mialgia - Debolezza muscolare - Tremori muscolari |

(1) Sospendere immediatamente il trattamento.

## Controindicazioni
Il farmaco è controindicato nei soggetti con ipersensibilità nota al principio attivo, ad altri β-agonisti, oppure ad uno qualsiasi degli eccipienti della formulazione farmaceutica. 
Ulteriori controindicazioni sono rappresentate dalla cardiomiopatia ipertrofica ostruttiva oppure da una qualche condizione predisponente allo sviluppo di tachiaritmia.
Anche lo stato di gravidanza e l'allattamento al seno debbono essere considerate condizioni di controindicazione, tranne in quei casi nei quali il beneficio atteso per la madre sia considerato superiore al possibile rischio per il feto.
Il farmaco non deve essere somministrato a bambini con meno di 6 anni di età.

## Dosi terapeutiche
Negli adulti e nei bambini con più di 6 anni di età, in caso di:
- Attacco asmatico

una singola erogazione (in genere alla dose di 100 mcg/erogazione) è sufficiente nella maggioranza dei pazienti per determinare un immediato sollievo. In alcuni casi caratterizzati da una particolare gravità, a fronte di una difficoltà respiratoria non migliorata in modo sensibile entro 5 minuti, si può rendere necessaria una seconda dose.
La necessità di assumere ulteriori erogazioni è indicativa dell'opportunità di consultare quanto prima un medico oppure recarsi in un dipartimento d'emergenza ospedaliero.
- Profilassi dell'asma da sforzo

Si consigliano 1-2 erogazioni prima delle sforzo, fino ad un massimo di 8 erogazioni giornaliere. 
- Asma bronchiale ed altri disturbi broncopolmonari associati a broncospasmo reversibile

Si consigliano 1-2 erogazioni, senza oltrepassare il numero massimo di 8 erogazioni giornaliere.
Un trattamento saltuario, che abbia come obiettivo il controllo della sintomatologia, è da preferirsi rispetto ad un uso continuativo del farmaco. In caso di un trattamento regolare, il medico valuterà l'opportunità di iniziare oppure di incrementare, qualora già attivata, una terapia antinfiammatoria (in genere con corticosteroidi per via inalatoria) finalizzata a migliorare il controllo dell'infiammazione delle vie aeree e nello stesso tempo a prevenire i disturbi ed i danni che si instaurano a lungo termine.
Se il paziente si trova costretto ad assumere in quantità progressivamente crescenti il β2-agonista, allo scopo di tenere sotto controllo la sintomatologia dell'ostruzione bronchiale, ciò può rappresentare il segnale inequivocabile di un ridotto controllo della malattia.
Il progressivo peggioramento della capacità di mantenere il disturbo sotto controllo, nonostante l'assunzione di fenoterolo, può segnalare che l'intensità della malattia di base è evoluta in modo tale da costituire un pericolo per la vita stessa del paziente.

## Gravidanza e allattamento
Gli studi sperimentali ed i pochi dati disponibili nell'uomo non hanno evidenziato il verificarsi di alcun effetto dannosi in gravidanza. Ciò nonostante l'uso di fenoterolo durante la gravidanza, in particolare durante il primo trimestre, deve essere limitato ai casi di assoluta necessità e solo dopo una attenta valutazione da parte del medico dei benefici attesi per la madre in rapporto al rischio potenziale per il feto. Nella valutazione non deve essere dimenticato l'effetto di inibizione del beta2 agonista sulle contrazioni uterine.
Gli studi effettuati sugli animali hanno mostrato che fenoterolo è escreto nel latte materno. Non essendo stato stabilito il profilo di sicurezza di fenoterolo, il farmaco non dovrebbe essere impiegato nelle donne che allattano al seno.

## Interazioni
- Simpaticomimetici: è opportuno non co-somministrare fenoterolo ed altri medicinali con attività simpaticomimetica per la possibilità che si verifichi un potenziamento dei rispettivi effetti farmacologici.
- Metilxantine (teofillina, caffeina, teobromina): è necessario evitare l'assunzione di quantità eccessive di cibi contenenti metilxantine (ad esempio caffè, the, cioccolato) durante la terapia con fenoterolo perché potrebbe verificarsi un aumento degli effetti farmacologici del β-agonista così come degli effetti indesiderati.
- Beta-bloccanti (propranololo, metoprololo, bisoprololo ed altri): la contemporanea somministrazione di farmaci betabloccanti e fenoterolo non è indicata. La somministrazione di questi agenti può comportare una riduzione potenzialmente grave della broncodilatazione, per il blocco dell'effetto polmonare del beta-agonista ed anche indurre grave broncospasmo nei pazienti con storia di asma.
- Inibitori delle monoamino ossidasi e antidepressivi triciclici: è necessario evitare la somministrazione di fenoterolo con questi medicinali (anche durante i primi 15 giorni successivi al termine della loro assunzione), poiché l'azione di fenoterolo sul sistema cardiovascolare può essere potenziata da tali farmaci. È quindi opportuno considerare terapie alternative nei pazienti in terapia con questi agenti.
- Anestetici: alcuni idrocarburi alogenati, come alotano, tricloroetilene e enflurano, somministrati per via inalatoria, possono aumentare la sensibilità verso gli effetti cardiovascolari da farmaci beta-agonisti.
- Simpaticomimetici: è opportuno non co-somministrare fenoterolo ed altri medicinali con attività simpaticomimetica per la possibilità che si verifichi un potenziamento dei rispettivi effetti farmacologici.